# François Perrier (psychanalyste)
Pour les articles homonymes, voir François Perrier et Perrier.
François Perrier, né le 25 juillet 1922 à Paris et mort le 2 août 1990 dans la même ville, est un psychiatre et psychanalyste français. Son nom est associé au Quatrième Groupe, dont il est cofondateur en 1969. Il en devient le premier président.

## Biographie
Son père est journaliste et poète, et sa mère est musicienne. Il fait ses études de médecine et de psychiatrie à Paris, et soutient sa thèse de médecine avec Jean Delay. Il commence une analyse en 1949 avec Maurice Bouvet et devient élève de la Société psychanalytique de Paris.
Il assure une consultation psychanalytique à l’Hôpital Sainte-Anne et un séminaire avec Wladimir Granoff et Serge Leclaire. En 1953, il participe à la scission de la Société avec ceux-ci, leur trio étant surnommé « la Troïka », et devient membre associé de la nouvelle Société française de psychanalyse. Il réalise de nouvelles tranches d'analyse, avec Sacha Nacht puis avec Jacques Lacan (1956-1963).
François Perrier participe aux négociations avec l'Association psychanalytique internationale pour obtenir que la Société française de psychanalyse puisse devenir membre de l'association, sans succès et il prend le parti de Lacan. C'est à son domicile, qu'en 1964, ce dernier fonde l'École freudienne de Paris. Il fait partie du premier directoire de l'École, et est le premier à se séparer de Lacan, le 1er décembre 1966, en raison de divergences sur la formation des psychanalystes, puis il démissionne le 26 janvier 1969 de l'École freudienne, avec Piera Aulagnier et Jean-Paul Valabrega. C'est à nouveau à son domicile qu'est fondé, en février 1969, le Quatrième Groupe, dont il est le premier président.
Il est membre du comité de rédaction de la revue Topique, dont il démissionne en 1974, à la suite du refus de publication dans la revue de son article Thanatol, issu de deux conférences au séminaire de Piera Aulagnier en novembre 1973,. Dès lors, il se consacre à la publication de ses travaux avec la collaboration de Jacques Sédat, « et s'éloigne progressivement du Quatrième Groupe dont il démissionne en 1981 »,.
Il publie en 1985 Voyages extraordinaires en Translacanie.
Il tient longtemps un séminaire de psychanalyse.
Tout en publiant son œuvre, il s'éloigne progressivement de la scène psychanalytique et meurt le 2 août 1990 à l'Hôtel-Dieu à Paris. À ses obsèques, le 7 août, Wladimir Granoff et Serge Leclaire prennent la parole, et comme l'écrit Jacques Sédat, « ce fut la dernière réunion de la Troïka ».

## Vie privée
Il fut marié plusieurs fois, notamment avec la psychanalyste Nathalie Zaltzman avec qui il a un fils[réf. souhaitée].

## Publications
- « L'érotomanie », dans Le Désir et la perversion avec Piera Aulagnier-Spairani, Jean Clavreul, Guy Rosolato, Jean-Paul Valabrega, Paris, Le Seuil, 1re édition : 1966, 1981,  (ISBN 2-020-05773-5)
- L'Amour (Séminaire sur l'amour 1970-1971), dans Chaussée d'Antin, 1996, p. 349-536 ; L'Amour, Paris, Hachette, collection poche "Pluriel", 1998,  (ISBN 2-012-78939-0)
- Les écrits de François Perrier sont publiés en deux volumes sous l'intitulé  La Chaussée d'Antin. Œuvre psychanalytique I et II[5],[6],[7].
  - La Chaussée d'Antin, première édition, Paris, Christian Bourgois, collection 10/18, 2 volumes, 1978.
  - Édition nouvelle révisée et augmentée par Jacques Sédat, 1 volume, Éditions Albin Michel, Paris, 1996  (ISBN 2-226-07491-0)
    - La Chaussée d'Antin : Œuvre psychanalytique I, Paris, Albin Michel, 2008   (ISBN 2-226-17917-8)
    - La Chaussée d'Antin II: Œuvre psychanalytique II (éd. Jacques Sédat), Albin Michel, 2008  (ISBN 222617916X)
- Le désir et le féminin, avec Wladimir Granoff, Aubier, 1979 ; 2e, avec postface de W. Granoff, 1991 ; Flammarion, collection "Champs", Paris, 2002, 124 pages  (ISBN 2-08-080040-X)
- L'Alcool au singulier, l'eau-de-feu et la libido, Paris, InterÉditions, 1982.
- Voyages extraordinaires en Translacanie, Paris, Lieu Commun, 1985.
- Le Mont Saint-Michel, naissance d'une perversion, Éditions Érès, collection “Arcanes”, 1992,  (ISBN 291072901X)